# Три дюйми
«Три дюйми» (англ. Three Inches (TV Movie)) — американський науково-фантастичний телевізійний фільм, призначався для пілотного епізоду пропонованого серіалу. Створений сценаристом-продюсером Гарлі Пейтоном і режисером Джейсом Александером, вийшов в ефір на «Syfy» в грудні 2011 року.

## Про фільм
Уражений блискавкою, юнак виявляє і розвиває здатність рухати предмети розумом. Таким способом він пересуває будь-який предмет на три дюйми. Згодом йому пропонують стати частиною таємної команди людей із незвичайними здібностями.

## Знімались
| Актор                 | Роль                          |
| --------------------- | ----------------------------- |
| Ноа Рід               | Волтер                        |
| Стефані Якобсен       | Тесс                          |
| Джеймс Мастерс        | Трой                          |
| Наоко Морі            | Анніка                        |
| Алона Тал             | Лілі                          |
| Андреа Мартін         | Белінда                       |
| Брендон Джей Макларен | Маклін                        |
| Кайл Шмід             | Брендон                       |
| Джуліан Річінгс       | Етан                          |
| Тамара Гоуп           | Кейт                          |
| Діллон Кейсі          | Діллон                        |
| Девід Ейснер          | чоловік у спортивному костюмі |
| Педро Мігель Арсе     | Мел                           |